# Apple S1

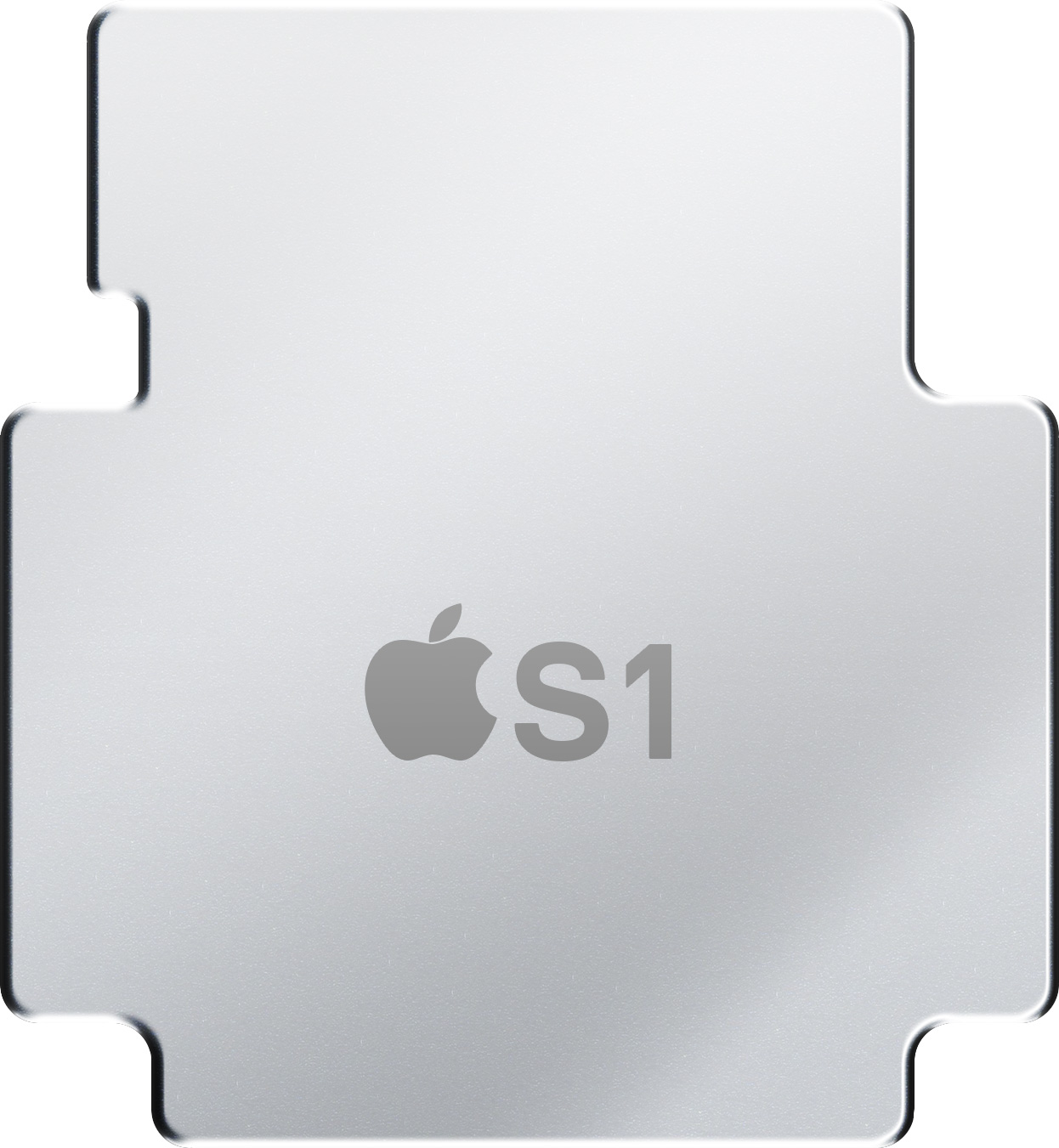
Darstellung des Apple S1

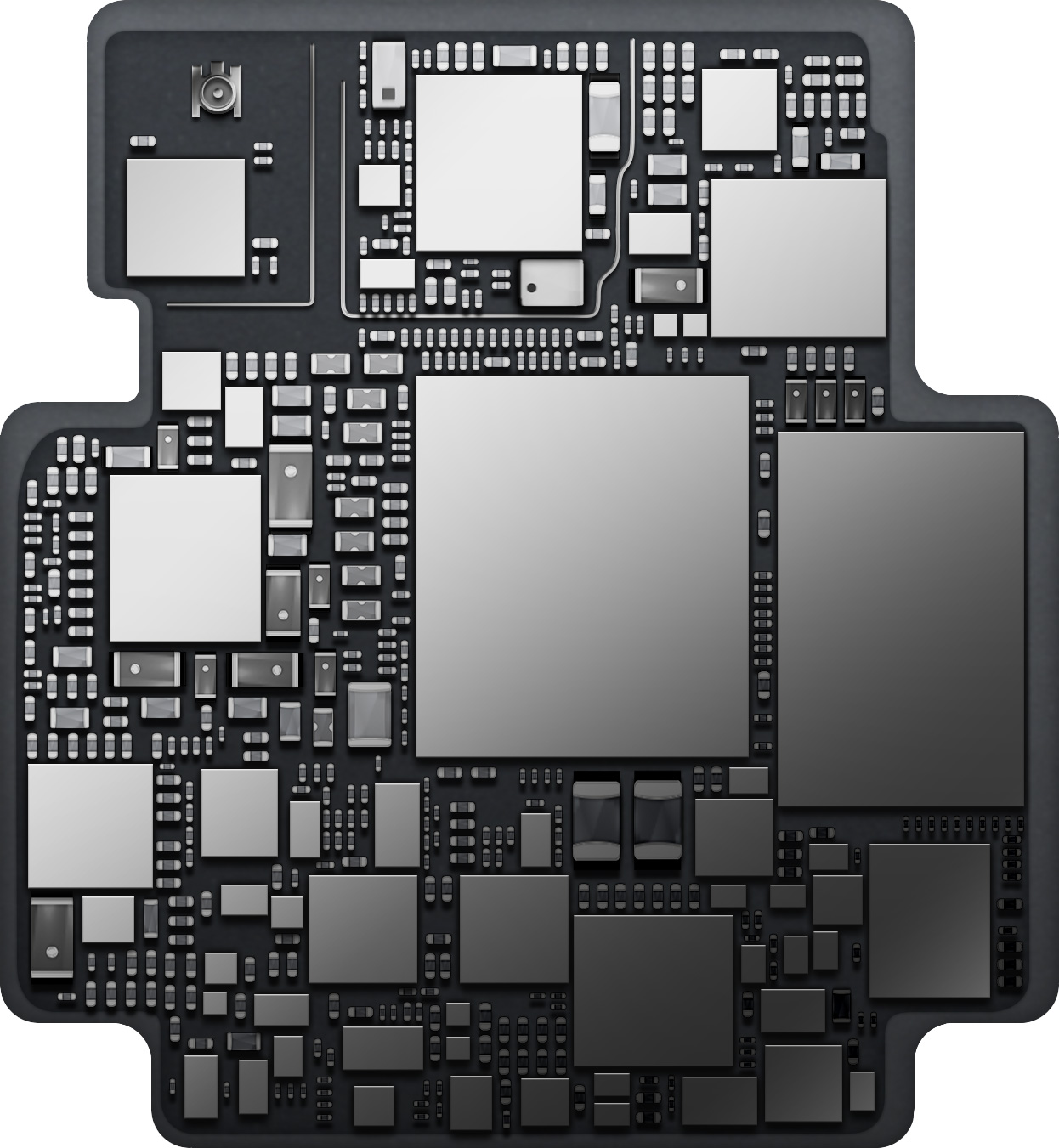
Apple-S1-Querschnitt
Der große Chip in der Mitte soll der Prozessor sein, der Chip rechts davon der Flashspeicher

Der Apple S1 ist ein SiP des US-amerikanischen Computerunternehmens Apple, das von Samsung produziert wird. Andere Quellen geben auch Powertech als Hersteller an. Es findet seit April 2015 in der Apple Watch Verwendung.
Apple soll die Produktion von 30 bis 40 Millionen Einheiten der Apple Watch in Auftrag gegeben haben, die alle jeweils einen S1 enthalten. Andere Quellen korrigierten diese Prognose auf 10 Millionen Einheiten nach unten.

## Beschreibung

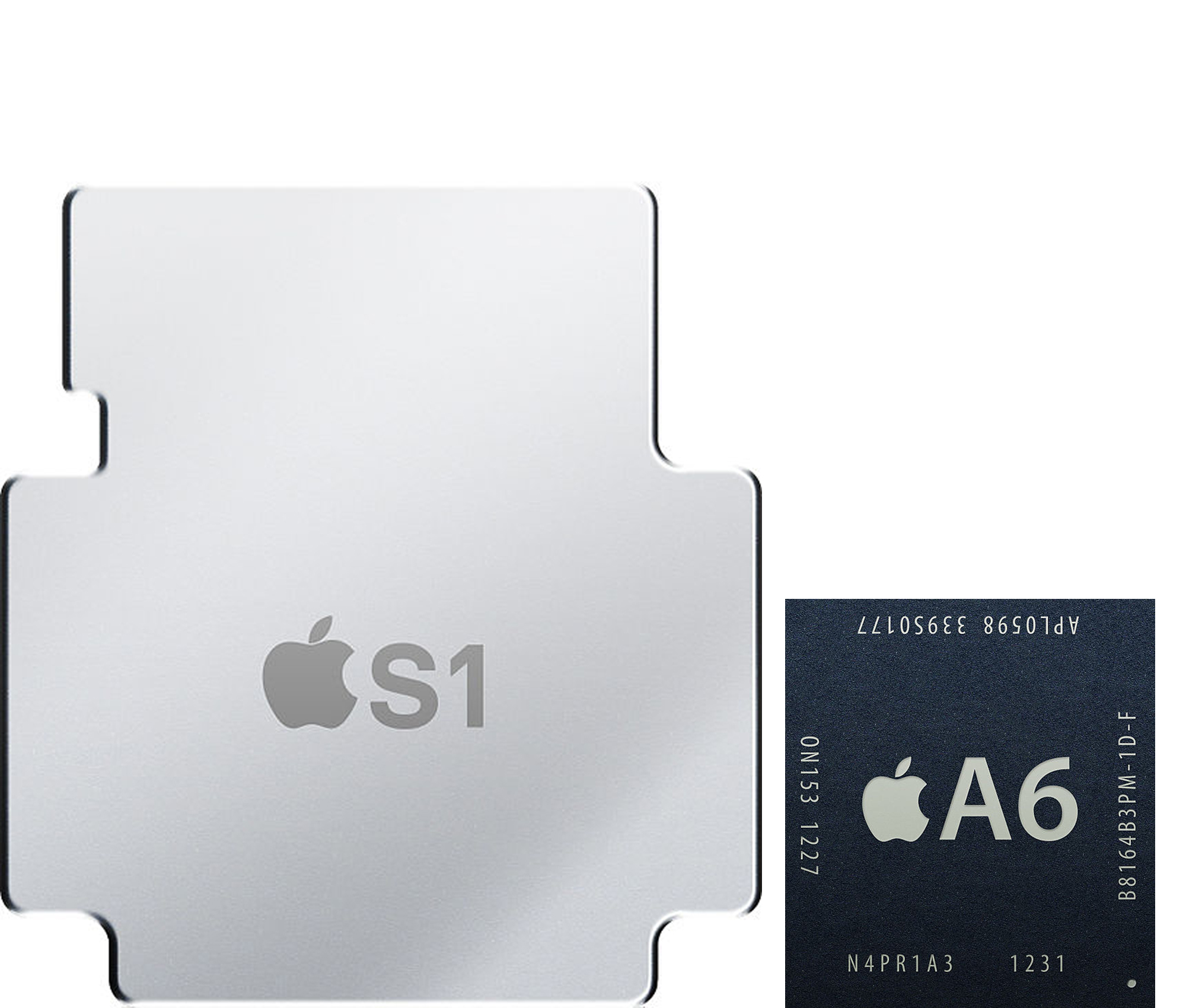
Ungefährer Größenvergleich zwischen Apple S1 und A6

Der Apple S1 ist im Gegensatz zu den im iPhone und iPad verwendeten Chips der Apple-Ax-Reihe kein System on a Chip, sondern ein System in Package. Das bedeutet, dass der S1 kein Bestandteil eines Computers, sondern ein eigenständiges Computersystem in einem Package ist. In den S1 sind viele Bauteile integriert, die in einem SoC üblicherweise als Peripherie angeschlossen sind, wie der Flashspeicher und das WLAN-Modul. Um die Bauteile zu schützen, ist der S1 laut Apple mit einem Harz umhüllt. Offizielle Bilder zeigen den S1 mit einem metallischen Heatspreader. Der Prozessor soll in Samsungs 28-nm-Verfahren hergestellt werden, das dem bereits im Apple A5-Chip verwendeten Verfahren ähnelt. Er kommt mit einer Spannung von 0,9 Volt aus. Für die Produktion sollen monatlich 3.000 bis 4.000 Zwölfzoll-Wafer bestellt worden sein. Der Arbeitsspeicher soll eine Größe von 512 MB haben, während der Flashspeicher mit einer Kapazität von 8 GB verfügbar ist. Chipworks äußerte die Vermutung, dass es sich beim WLAN-Modul im S1 um einen Broadcom BCM4334-Dual-Band-Chip handelt. Es werden WLAN b/g/n im 2,4-GHz-Frequenzband mit einer Datenrate von maximal 54 Mbit/s, Bluetooth 4.0 und FM-Radioempfang unterstützt.
Das Onlinemagazin 9to5mac zitierte unbekannte Quellen, die die Leistungsfähigkeit des S1 leicht unterhalb des S5L8942 im iPod touch 5. Generation einordneten.